# Тобико
Тобико (яп. 飛子, とびこ, とびっこ) — японское название икры рыб, относящихся к семейству летучие рыбы, которая применяется при приготовлении разнообразных видов суши. Зачастую используется как ингредиент роллов «Калифорния».

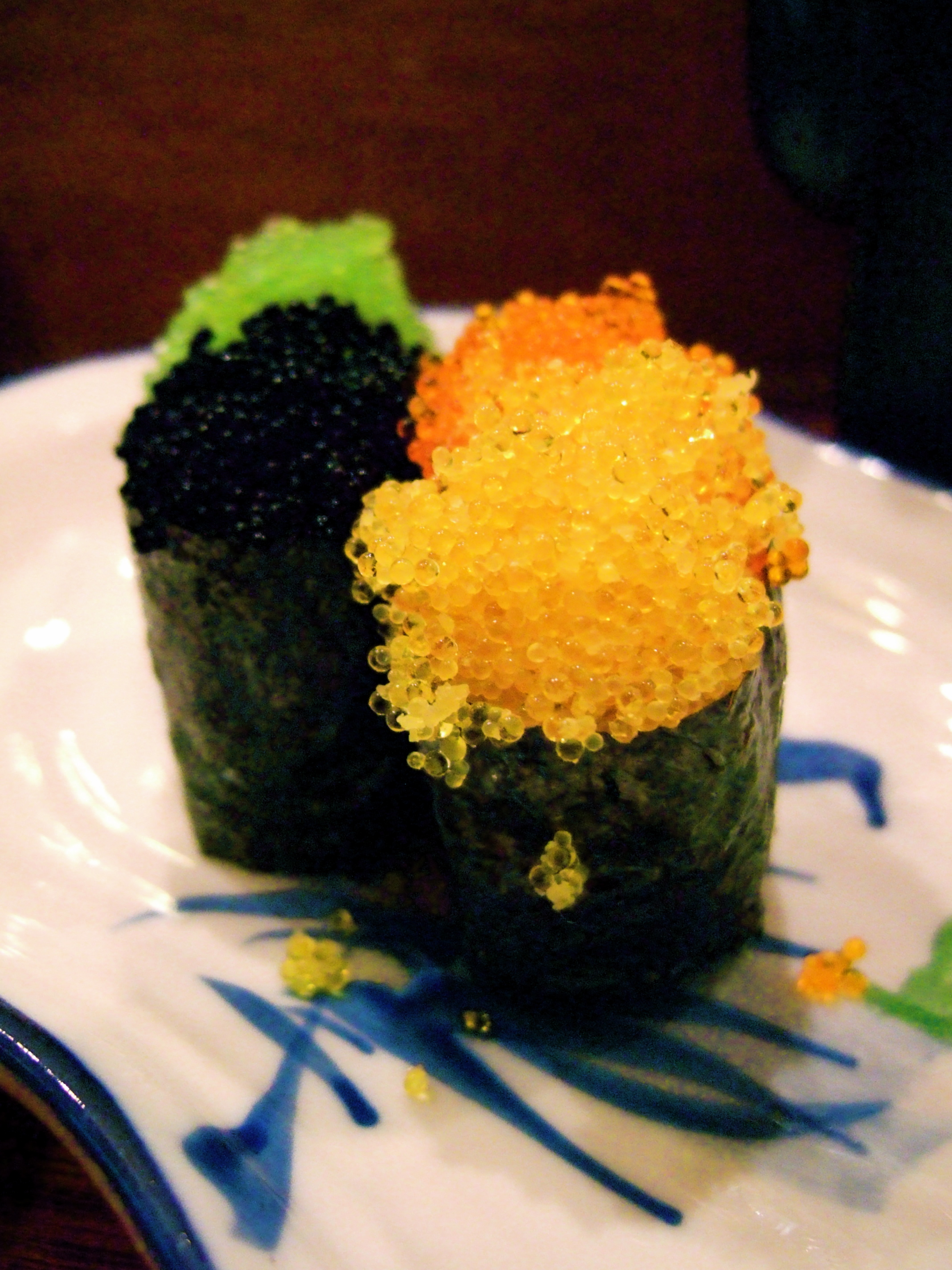
Тобико различных цветов

Икринки тобико невелики, размером от 0,5 мм до 0,8 мм. Для сравнения, тобико крупнее, чем масаго (икра мойвы), но меньше, чем икура (икра лосося).
Свежая икра имеет красновато-оранжевый оттенок, хрустящую текстуру. Зачастую тобико раскрашивается васаби (зелёный цвет), имбирем (светло-оранжевый), чернилами каракатицы (чёрный цвет) или гранатовым соком (красный цвет).

## Использование в кулинарии
На прилавки магазинов тобико поступает в маринованном виде (выдерживают икру в специальном соусе, который и придает продукту характерный копченый вкус и соленость). В сыром виде для приготовления блюд не применяется.
Наибольшее распространение икра получила в японской кухне. Используют тобико для приготовления салатов, соусов, которые подают к морепродуктам, суши и роллов (как в качестве декора, так и в качестве начинки).
В Японии принято есть тобико в самостоятельном виде.
Очень часто применяется для декорирования блюд.